# Бобтаун (Вирџинија)
Бобтаун (енгл. Bobtown) насељено је место без административног статуса у америчкој савезној држави Вирџинија.

## Демографија
По попису из 2010. године број становника је 211.
| Група             | 2000.    | 2010.       |
| Белци             | 0 (0,0%) | 169 (80,1%) |
| Афроамериканци    | 0 (0,0%) | 31 (14,7%)  |
| Азијати           | 0 (0,0%) | 0 (0,0%)    |
| Хиспаноамериканци | 0 (0,0%) | 5 (2,4%)    |
| Укупно            | 0        | 211         |